# باروئلو د سانتویان
باروئلو د سانتویان (به اسپانیایی: Barruelo de Santullán) یک شهرستان در اسپانیا است که در استان پالنسیا واقع شده‌است.

## خصوصیات
باروئلو د سانتویان ۵۳ کیلومترمربع مساحت و ۱٬۵۹۲ نفر جمعیت دارد.